# Jean Nouvel
Jean Nouvel (Fumel, Lot-et-Garonne, 1945. augusztus 12. –)  Pritzker-díjas, Művészeti Wolf-díjas  francia építész és formatervező.

## Életpályája
Jean Nouvel tanulmányait a párizsi École des Beaux-Arts-ban folytatta. Alapító tagja a Mars 1976-nak és a Syndicat de l'Architecture-nek. Aga Khan Award for Architecture díjban is részesült a Arab World Institute munkájáért. A Művészeti Wolf-díjjal 2005-ben tüntették ki. 2008-ban Pritzker-díjat kapott. Rengeteg múzeumban, építészeti központban volt retrospektív kiállítása.
A dél-franciaországi Fumel településen született 1945. augusztus 12-én. Szülei Renée és Roger Nouvel tanárok voltak. Amikor megbukott egy vizsgáján a Bordeaux-i École des Beaux-Arts-ban, Párizsba költözött, ahol díjat is nyert. 1967 és 1970 között Claude Parent és Paul Virilio asszisztenseként kereste pénzét.
Odile Fillion-t vette el feleségül, akitől két fia született: Bertrand, aki Japánban tanult a University of Chiba-n és Pierre, aki színész, producer és a Factoid cég designere. Második feleségétől, Catherine Richard-tól született Sarah nevű lánya. Jelenleg Mia Hagg svéd építésznővel él Párizsban.
2020 júniusában több építésszel, séffel, a gazdasági Nobel-díjasokkal, a nemzetközi szervezetek vezetőivel, készült el a felhívás a mályva gazdaságért („A gazdaság kulturális reneszánszáért”), megjelentette a Corriere della Sera, az El País és a Le Monde.